# Guimba (Philippines)
Pour les articles homonymes, voir Guimba.
Guimba est une localité des Philippines situé dans la province de Nueva Ecija, sur l'île de Luçon. En 2015, elle comptait 118 655 habitants.